# Wiplala (film)
Wiplala is een Nederlandse jeugdfilm uit 2014 onder regie van Tim Oliehoek, gebaseerd op het kinderboek Wiplala, geschreven door Annie M.G. Schmidt. De film kostte 6 miljoen euro.

## Verhaal
Het eenoudergezin Blom (de moeder is overleden) woont in Amsterdam Centrum en bestaat uit onderwijzer Blom, dochter Nella Della, jongere zoon Johannes en poes Vlieg. Johannes ontdekt Wiplala, die lijkt op een jonge man, maar veel kleiner is. Hij kan toveren, door hem tinkelen genoemd, maar is nooit zeker van het resultaat. Omdat Vlieg een gevaar voor hem vormt versteent hij hem. Dit gebeurt ook met onsuccesvol dichter Arthur Hollidee, waarmee Blom bevriend is; in dit geval heeft hij de dichter enkele keren vergroot. Wiplala doet er nogal nonchalant over, maar het gezin dringt bij hem aan op terugtinkelen, hetgeen in principe kan, maar een techniek vereist die Wiplala niet blijkt te beheersen.
Het gezin gaat in een restaurant eten. Wiplala, die ook mee is, verandert de oesters van de kinderen in eten dat ze lekkerder vinden, maar dat geeft problemen omdat er geen meegebrachte etenswaren genuttigd mogen worden. Hierop verkleint Wiplala meneer Blom, Nella Della en Johannes tot zijn eigen afmetingen, maar dit brengt nog meer gevaren en ongemak met zich mee. Ook zorgelijk is dat Arthur Hollidee, een ongeautoriseerd geplaatst standbeeld is, door de autoriteiten vernietigd gaat worden, en dus gered moet worden. In een radiografisch bestuurde speelgoedauto (waarvan ze de afstandsbediening op het dak binden, en zo de auto via linten naar het stuur bedienen) en per duif reizen ze terug. Als gevolg van vergroot zelfvertrouwen lukt het terugtinkelen nu wel, en zo komt alles goed.

## Rolverdeling
- Géza Weisz – Wiplala
- Sasha Mylanus – Johannes Blom
- Kee Ketelaar – Nella Della Blom
- Peter Paul Muller – Meneer Blom
- Paul R. Kooij – Arthur Hollidee
- Marjan Luif – Emilia Hollidee
- Gabbi Lieve van Waveren[1] – Lotje
- Cas Jansen – Dokter Vink
- Mamoun Elyounoussi – Pizzabezorger
- Jack Wouterse – Gemeenteambtenaar
- Peter Van den Begin – Ober
- Hans Kesting – Atlas
- Manoushka Zeegelaar Breeveld - Zuster Babs
- Abatutu - Kat "Vlieg"
- Queenie - Hond Emilia

## Enkele verschillen met het boek
- Het boek speelt zich af in de jaren vijftig.
- In het boek is vader Blom schrijver en wordt er niet over een moeder gesproken.
- In het boek worden ze in het restaurant opgesloten omdat vader de rekening niet kan betalen.
- In het boek worden ze weer groot getinkeld bij twee oude dames op een gracht.
- In het boek zou het standbeeld van Hollidee worden onthuld door de minister.

## Prijzen
In oktober 2015 won Wiplala de Audience Gold Award op het Mill Valley Film Festival in Mill Valley, Californië, Verenigde Staten.